# Звернення до лестощів
Звернення до лестощів — це логічна помилка, у якій людина використовує лестощі, надмірні компліменти, намагаючись звернутися до марнославства своєї аудиторії, щоб заручитися підтримкою своєї сторони. Воно також відоме як звернення до гордості, звернення до марнославства або argumentum ad superbiam. Звернення до лестощів є специфічним видом звернення до емоцій.
Лестощі часто використовуються, щоб приховати справжні наміри ідеї чи пропозиції. Похвала дає миттєве відволікання, яке часто може послабити судження. Більше того, це, як правило, хитра форма звернення до наслідків, оскільки аудиторія піддається лестощам, «поки вони підкоряються» ними.
Приклади:
«Звичайно, розумна людина, як ви бачите, це геніальна пропозиція». (неприйняття пропозиції є мовчазним визнанням дурості)
«Чи є тут сильний чоловік, який міг би нести це за мене?» (нездатність продемонструвати фізичну силу означає слабкість)
Відмову, яка не заперечує комплімент, можна сформулювати так: «Я можу мати [позитивний атрибут], але це не означає, що я [маю виконувати дію] за вас».
Однак це не обов’язково логічна помилка, коли комплімент щирий і безпосередньо пов’язаний з аргументом. Приклад:
«Ти приголомшливо красива дівчина – тобі варто стати моделлю».